# Moiré (tela)

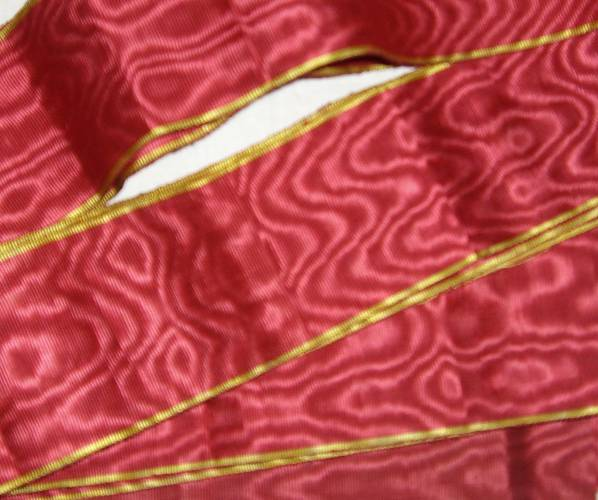
Cintas de moiré.

Moiré ( /ˈmwɑr/ o  /ˈmɔr/), en español 'muaré', es un tipo de textil con una apariencia ondulada (aguada) producido principalmente con seda, pero también con lana, algodón y rayón. La apariencia acuosa por lo general es producida mediante la técnica de terminación denominada calandrado. Los efectos moiré también se consiguen mediante ciertas técnicas de tejido, tales como variar la tensión en la urdimbre y trama del tejido.  La seda tratada de esta forma a veces es denominada seda acuosa.

## Método de producción

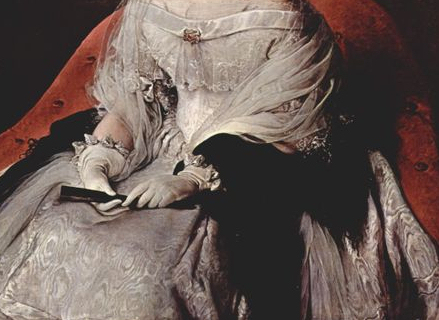
Vestido confeccionado con moiré, 1840–44

El moiré se produce mediante dos métodos diferentes de terminado. El calandrado produce el moiré verdadero, denominado "moiré antiguo" y "moiré inglés", el cual es un fenómeno puramente físico. En el calandrado, la tela se dobla a lo largo por la mitad con su faz hacia adentro, y con dos orillos corriendo juntos uno al lado del otro. Para producir moiré, se utilizan rodillos acanalados, y las canaletas producen el efecto marca de agua. Los rodillos pulen la superficie y hacen a la tela más suave y más lustrosa. También se utilizan temperaturas y presiones elevadas, y a menudo la tela es humedecida antes de pasarla por los rodillos. El resultado final es un lustre peculiar producido por una reflección divergente de los rayos de luz en el material, una divergencia producida comprimiendo y aplanando la urdimbre e hilos en ciertos sitios, conformando de esta manera una superficie que refleja la luz de manera diferente. Los hilos de la trama también son levemente desplazados.
Se denomina moiré variable a una tela que tiene la urdimbre de un color y la trama de otro, lo cual produce distintos efectos con diferentes tipos de luz.
La tela moiré es más delicada que la tela del mismo tipo que no ha sido tratada mediante calandrado. Además en contacto con agua se quita la marca de agua y produce manchas. El moiré se siente fino, brillante y parecido al papel debido al proceso de calandrado. Generalmente, el moiré está hecho de telas con un buen cuerpo y nervaduras definidas, como grosgrain. Las telas con nervaduras definidas muestran el efecto de agua mejor que las telas lisas como satén. El tafetán también funciona bien. Las telas con nervaduras suficientemente definidas se pueden calandrar con rodillos suaves y producir un acabado moiré; sin embargo, generalmente los rodillos tienen nervaduras que se corresponden con la fibra de la tela. El efecto moiré puede obtenerse en telas de seda, estambre o algodón, aunque es imposible desarrollarlo en otra cosa que no sea un tejido granulado o con cordón fino.
El moiré se siente delgado, brillante y parecido al papel debido al proceso de calandrado. Generalmente, el moiré está hecho de telas con buen cuerpo y nervaduras definidas, como grosgrain. Las telas con nervaduras definidas muestran el efecto de agua mejor que las telas lisas como satín. Tafetán también funciona bien. Las telas con nervaduras suficientemente definidas se pueden calandrar con rodillos lisos y producir un acabado muaré; sin embargo, generalmente los rodillos tienen nervaduras que se corresponden con la fibra de la tela. El efecto muaré puede obtenerse en telas de seda, estambre o algodón, aunque es imposible desarrollarlo en otra cosa que no sea un tejido granulado o con cordones finos.
El moiré también se puede producir pasando la tela a través de rodillos de cobre grabados.

## Etimología

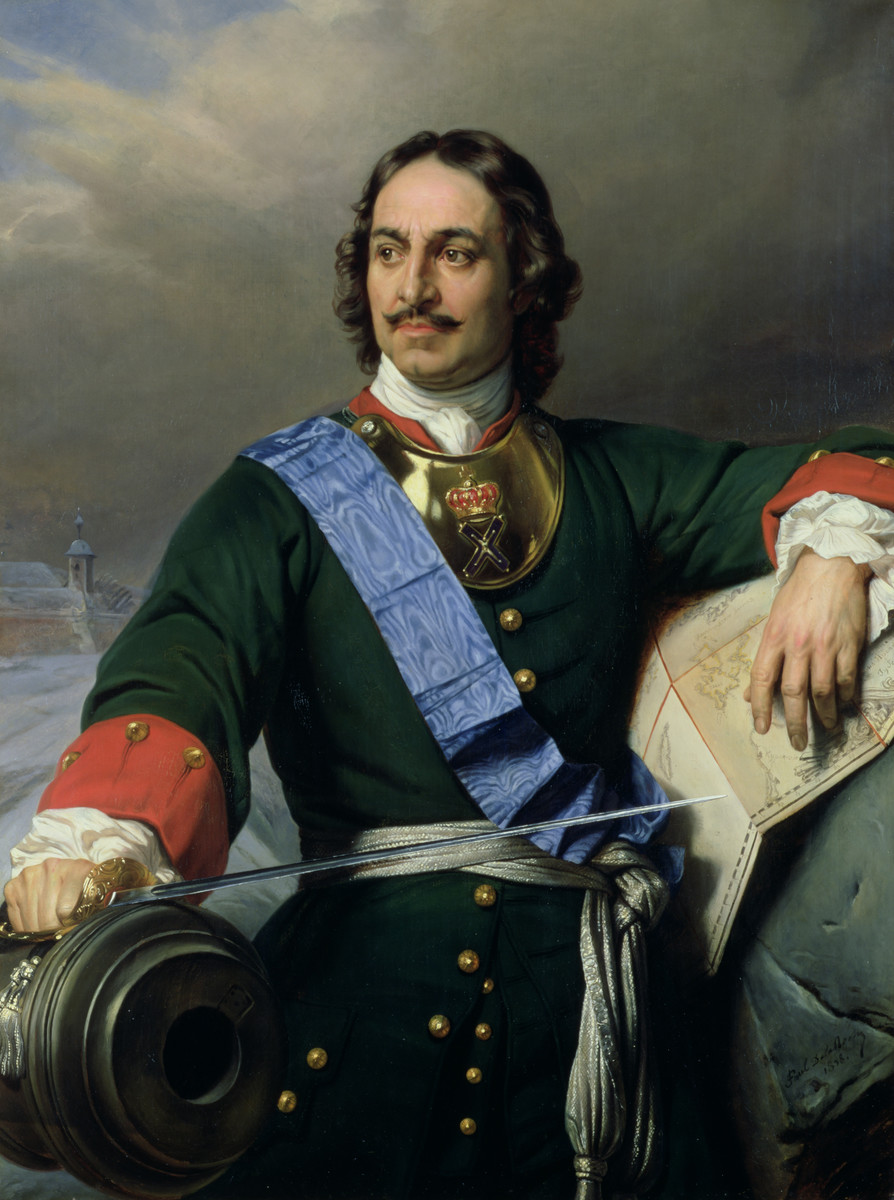
Pedro el Grande con la insignia de la Orden de San Andrés y una faja de cinta de moiré.

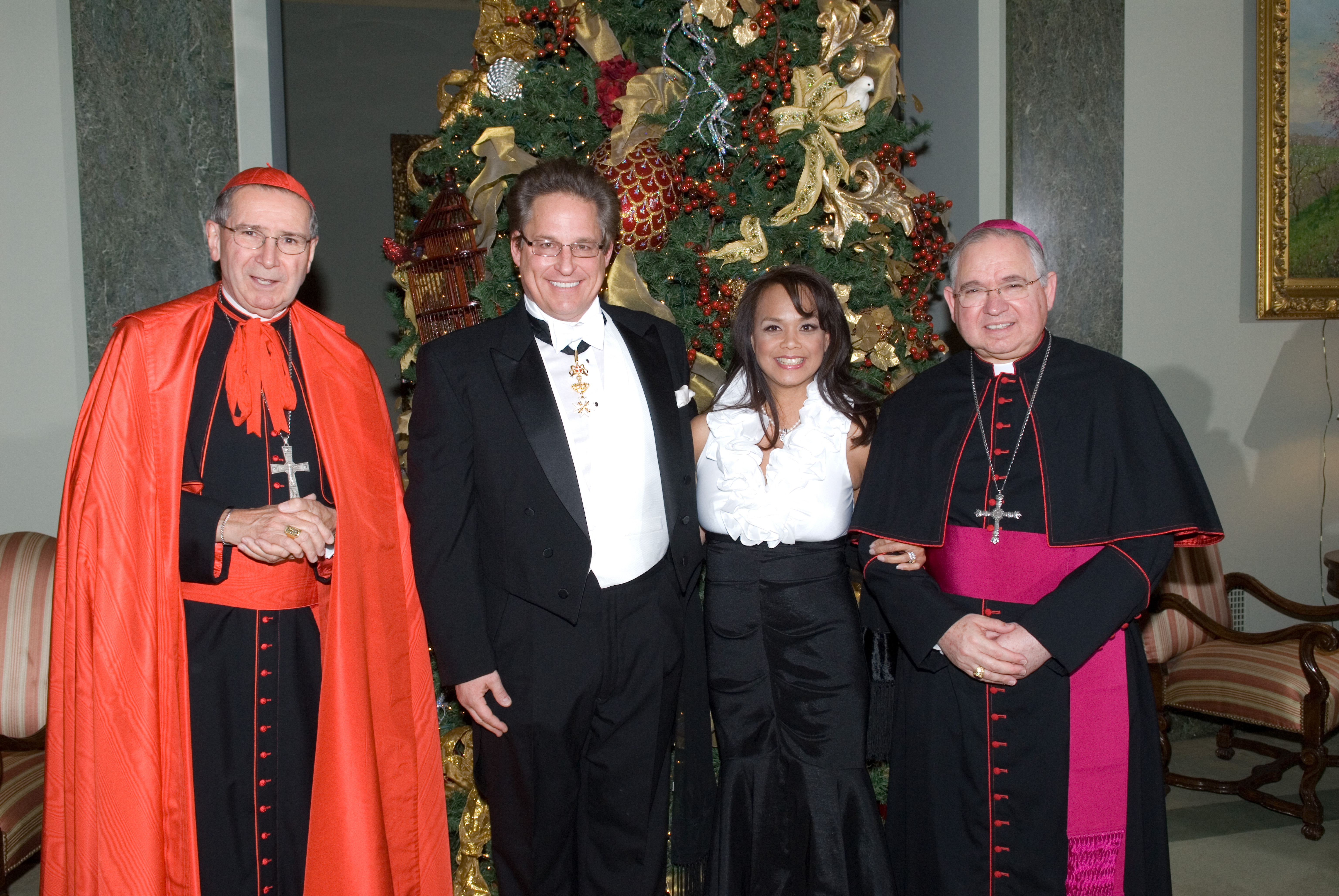
Roger Cardinal Mahony (izq) con un ferraiolo de seda acuosa.

En francés, el adjetivo moiré (en uso desde por lo menos 1823) deriva del verbo moirer, "producir una tela acuosa mediante tejido o compresión". Moirer, a su vez, es una variación de la palabra mouaire que es una adopción de la palabra inglesa mohair (en uso desde por lo menos 1570). Mohair proviene del vocablo árabe mukhayyar (مُخَيَّر, lit. "elegido"), una tela tejida con la lana de la cabra de Angora. Mukhayyar (مُخَيَّر) proviene de khayyara (خيّر, lit. "elegido").
Para 1660 (en los escritos de Samuel Pepys), el moiré (o moyré) se había adoptado en inglés.

## Historia
Durante la Edad Media, el moiré era muy estimado y era utilizado para confeccionar vestido de damas, capas, y para revestimientos y pasamanería. Originalmente el moiré solo era producido con tafetán de seda; sin embargo, en la actualidad también se utiliza algodón y fibras sintéticas tales como viscosa (rayón). El moiré fue usado durante todo el siglo XIX y comienzos del siglo XX, y aun se utiliza para confeccionar vestidos de noche y de casamiento.